# Antonio Giuseppe Bossi
Antonio Giuseppe Bossi (Porto Ceresio, 1699 – Würzburg, 10 febbraio 1764) è stato uno stuccatore italiano.

## Biografia
Apparteneva ad una nota famiglia di stuccatori, che oltre a lui annoverò i suoi nipoti Lodovico, Materno e Agostino, tutti e tre attivi in Germania nel XVIII secolo.
Dal 1735 fu stuccatore di corte per i principi vescovi di Würzburg. Per tutta la sua vita fu attivo nel campo della scultura e della decorazione murale. A Würzburg fu incaricato dei lavori in stucco della Residenza di Würzburg. Famose sono le sue opere nella Sala Bianca e nella Sala dell'Imperatore della Residenza. Finora è stato considerato uno dei cofondatori del "rococò di Würzburg" intorno al 1740, insieme all'ebanista e intagliatore ornamentale Ferdinand Hundt (1703-1758) e al pittore e scultore Johann Wolfgang van der Auwera (1708-1756), termine stilistico che però è legato a Bossi è stato oggi messo in discussione.
Esecutore di numerosi rilievi nella chiesa di Würzburg, non si staccò mai dallo stile italiano.